# Palau Municipal d'Esports (Sant Feliu de Llobregat)
El Palau Municipal d'Esports és una obra de Sant Feliu de Llobregat (Baix Llobregat) inclosa a l'Inventari del Patrimoni Arquitectònic de Catalunya.

## Descripció
Edifici format per estructures cúbiques adossades que es desenvolupen a nivells diferents, adossades en desnivell. A la part superior s'hi afegeixen diferents voltes que, mirades frontalment, semblen ser tota una sèrie d'arcs de mig punt adossats, però evidentment construïts amb materials artificials.
La part del davant està molt il·luminada gràcies als grans finestrals rectangulars. A l'interior el sostre està sostingut per un encreuat d'esquelets metàl·lics.